# Miley Cyrus diskografi
Den amerikanska sångerskan Miley Cyrus diskografi innehåller åtta studioalbum, tre livealbum, två samlingsalbum, två remixalbum, fem soundtracks, fyra EP, 37 singlar, tio marknadsföringssinglar, två videoalbum och elva musikvideor. Innan hon inledde sin egen musikkarriär medverkade Cyrus som huvudkaraktären i TV-serien Hannah Montana, som sändes för första gången i mars 2006. Det första soundtracket, Hannah Montana, släpptes 2006. Det låg på förstaplatsen på Billboard 200 två veckor i rad och certifierades som trippel platina av RIAA. Efter att soundtracket släppts gick sex sånger in på Billboard Hot 100 samma vecka. Med sju sånger totalt på topplistan, blev hon även den sångerska med flest sånger på topplistan den veckan. Båda rekorden överträffades senare av Taylor Swift. Cyrus skrev sedan på ett skivkontrakt med Hollywood Records för att inleda en karriär under sitt eget namn. 
Under 2007 släppte Cyrus albumet Hannah Montana 2: Meet Miley Cyrus, som innehöll två skivor. Första skivan, Hannah Montana 2, var Hannah Montanas soundtrack från säsong 2, medan den andra skivan, Meet Miley Cyrus, var Cyrus debutalbum. Albumet blev även succé, med en topplacering som #1 på Billboard 200 och certifierades som trippel platina av RIAA. Från Meet Miley Cyrus släpptes två singlar; den första, "See You Again" blev hennes första topptio-hit i USA. Cyrus släppte sitt andra studioalbum, Breakout 2008. Albumet nådde #1 och certifierades som platina av RIAA. Breakout gav kommersiell framgång internationellt och introducerade Cyrus i nya länder. Albumet producerade tre singlar; en av dem var en Rock Mafia remixad återutgivning av "See You Again". 
2009 släppte Cyrus soundtracket Hannah Montana: The Movie, som topplacerades som #1 på Billboard 200 och gjorde Cyrus, sexton år vid den tiden, till den yngsta artisten med fyra nummer ett album på topplistan. Soundtracket producerade hennes andra bästsäljande singel, "The Climb", som topplacerades som #4 på Billboard Hot 100. Med 3,1 miljoner sålda kopior så blev sången den fjärde bästsäljande country singeln under den tiden. Senare under 2009 släpptes soundtracket för den tredje säsongen av Hannah Montana, Hannah Montana 3, och EP:n The Time of Our Lives, med båda skivorna topplacerade som #2 på Billboard 200. Samma år släpptes hennes bästsäljande singel, "Party in the U.S.A.", som sålde över 4,5 miljoner kopior, vilket utgjorde Cyrus till den yngsta artisten att ha en singel som sålt mer än fyra miljoner nedladdningar. Således hamnade sången på listan över bästsäljande singlar i USA. Sångerskan mötte senare en nedgång i försäljningen under 2010 med både hennes tredje studioalbum, Can't Be Tamed och hennes sista Hannah Montana soundtrack, Hannah Montana Forever. Från och med april 2010 hade Cyrus sålt över 13,2 miljoner album i USA, och från och med juni 2010 hade hon sålt nästintill 20 miljoner album globalt.

## Album

### Studioalbum
| Meet Miley Cyrus                                                        | - Släppt: 26 juni 2007 - Skivbolag: Hollywood - Format: CD, digital download | 1 | 20 | 13 | 3 | —  | 46 | —  | 6 | 8  | 50 | 8  | - USA: 3× Platina - Australien: Platina - Kanada: 2× Platina - Nya Zeeland: Platina - UK: Guld                                                            |
| Breakout                                                                | - Släppt: 22 juli 2008 - Skivbolag: Hollywood - Format: CD, digital download | 1 | 1  | 12 | 1 | 24 | 7  | 11 | 2 | 15 | —  | 10 | - USA: Platina - Australien: Platina - Österrike: Guld - Tyskland:Guld - Spanien: Guld - Irland: Platina - Nya Zeeland: Platina - Storbritannien: Platina |
| Can't Be Tamed                                                          | - Släppt: 22 juni 2010 - Skivbolag: Hollywood - Format: CD, digital download | 3 | 4  | 2  | 2 | 4  | 1  | 5  | 2 | 8  | 21 | 8  | - Australien: Guld |
| Bangerz                                                                 | 2013                                                                         |   |    |    |   |    |    |    |   |    |    |    | |
| "—" betecknar releaser som inte listplacerades eller som inte släpptes. |                                                                              |   |    |    |   |    |    |    |   |    |    |    | |

### EP:s
| Titel                 | Albumdetaljer                                                                   | Topplaceringar | Topplaceringar | Topplaceringar | Topplaceringar | Topplaceringar | Topplaceringar | Topplaceringar | Topplaceringar | Topplaceringar | Topplaceringar | Certifieringar |
| Titel                 | Albumdetaljer                                                                   | US             | AUS            | AUT            | CAN            | DEU            | ESP            | IRL            | NZ             | NOR            | UK             | Certifieringar |
| --------------------- | ------------------------------------------------------------------------------- | -------------- | -------------- | -------------- | -------------- | -------------- | -------------- | -------------- | -------------- | -------------- | -------------- | --- |
| The Time of Our Lives | - Släppt: 28 augusti 2009 - Skivbolag: Hollywood - Format: CD, digital download | 2              | 11             | 5              | 9              | 9              | 6              | 9              | 9              | 33             | 17             | - USA: Platina - Australien: Guld - Österrike: Guld - Tyskland: Guld - Spanien: Platina - Irland: Platina - Nya Zeeland: Guld - Storbritannien: Guld |

### Livealbum
| Titel                       | Albumdetaljer                                                                             | Topplaceringar | Topplaceringar | Topplaceringar | Topplaceringar | Topplaceringar | Topplaceringar | Topplaceringar | Topplaceringar | Certifieringar     |
| Titel                       | Albumdetaljer                                                                             | US             | AUS            | AUT            | CAN            | ESP            | IRL            | NZ             | UK             | Certifieringar     |
| --------------------------- | ----------------------------------------------------------------------------------------- | -------------- | -------------- | -------------- | -------------- | -------------- | -------------- | -------------- | -------------- | ------------------ |
| Best of Both Worlds Concert | - Släppt: 11 mars 2008 - Skivbolag: Walt Disney, Hollywood - Format: CD, digital download | 3              | 16             | 14             | 3              | 46             | 10             | 27             | 29             | - Australien: Guld |

### Remixalbum
| Titel                                  | Albumdetaljer                                                                     | Topplaceringar |
| Titel                                  | Albumdetaljer                                                                     | US             |
| -------------------------------------- | --------------------------------------------------------------------------------- | -------------- |
| Hannah Montana 2: Non-Stop Dance Party | - Släppt: 29 januari 2008 - Skivbolag: Walt Disney - Format: CD, digital download | 7              |
| Hits Remixed                           | - Släppt: 19 augusti 2008 - Skivbolag: Walt Disney - Format: CD, digital download | 103            |

### Soundtracks
| Hannah Montana                                                          | - Släppt: 24 oktober 2006 - Skivbolag: Walt Disney - Format: CD, digital download  | 1                   | 35                  | 14                  | 10                  | —                   | 14                  | —                   | 22                  | 11                  | 7                   | - USA: 3× Platina - Österrike: Guld - Kanada: Guld - Nya Zeeland: Guld - Storbritannien: Silver                                 |
| Hannah Montana 2                                                        | - Släppt: 26 juni 2007 - Skivbolag: Walt Disney - Format: CD, digital download     | Se Meet Miley Cyrus | Se Meet Miley Cyrus | Se Meet Miley Cyrus | Se Meet Miley Cyrus | Se Meet Miley Cyrus | Se Meet Miley Cyrus | Se Meet Miley Cyrus | Se Meet Miley Cyrus | Se Meet Miley Cyrus | Se Meet Miley Cyrus | Se Meet Miley Cyrus |
| Hannah Montana: The Movie                                               | - Släppt: March 23, 2009 - Skivbolag: Walt Disney - Format: CD, digital download   | 1                   | 6                   | 1                   | 1                   | 10                  | 1                   | —                   | 1                   | 2                   | 3                   | - USA: Platina - Australien: Platina - Österrike: Guld - Tyskland: Guld - Spanien: Guld - Irland: Platina - Nya Zeenad: Platina |
| Hannah Montana 3                                                        | - Släppt: 2 juli 2009 - Skivbolag: Walt Disney - Format: CD, digital download      | 2                   | 27                  | 4                   | 2                   | 13                  | 6                   | —                   | 16                  | 16                  | 5                   | - Irland: Guld |
| Hannah Montana Forever                                                  | - Släppt: October 15, 2010 - Skivbolag: Walt Disney - Format: CD, digital download | 11                  | 66                  | 25                  | —                   | —                   | 23                  | 21                  | 32                  | —                   | 38                  | |
| "—" betecknar releaser som inte listplacerades eller som inte släpptes. |                                                                                    |                     |                     |                     |                     |                     |                     |                     |                     |                     |                     | |

## Andra releaser

### Samlingsalbum
| Titel                          | Albumdetaljer                                                                                 | Övrigt                                                                                                 |
| ------------------------------ | --------------------------------------------------------------------------------------------- | --- |
| Hannah Montana: The Collection | - Släppt: 26 oktober 2009 - Skivbolag: Walt Disney, Hollywood - Format: Box, digital download | - Europeiska boxen inkluderar Hannah Montana, Hannah Montana 2: Meet Miley Cyrus och Hannah Montana 3. |
| Hannah Montana X-Mas Box       | - Släppt: 10 november 2009 - Skivbolag: Walt Disney - Format: Box set                         | - Europeiska boxen inkludar Hannah Montana: The Movie och Hannah Montana 3.                            |
| Best of Hannah Montana         | - Släppt: 8 augusti 2011 - Skivbolag: Walt Disney - Format: CD                                | - Samlingsalbum med utvalda låtar från alla Hannah Montana soundtracks.                                |

### Andra livealbum
| Titel                   | Albumdetailjer                                                             | Övrigt |
| ----------------------- | -------------------------------------------------------------------------- | --- |
| FNMTV Live              | - Släppt: 5 augusti 2008 - Skivbolag: Hollywood - Format: Digital download | - Den amerikanska EP:n släpptes i augusti 2008, exklusivt såld av Rhapsody. Det innehåller live versioner av låtar från Breakout. |
| iTunes Live from London | - Släppt: 12 maj 2009 - Skivbolag: Hollywood - Format: Digital download    | - EP:n släpptes i maj 2009, exklusivt såld av iTunes Store.                                                                       |

## Singlar
| "See You Again"                                                         | 2007 | 10 | 6  | 30 | 4  | 52 | —  | 13 | 11 | —  | 11 | - Australien: Platina - Nya Zeeland: Guld                                                                    | Meet Miley Cyrus          |
| "Start All Over"                                                        | 2008 | 68 | 41 | —  | 91 | —  | —  | —  | —  | —  | —  | | Meet Miley Cyrus          |
| "7 Things"                                                              | 2008 | 9  | 10 | 14 | 13 | 17 | —  | 26 | 24 | 8  | 25 | - Australien: Guld                                                                                           | Breakout                  |
| "Fly on the Wall"                                                       | 2009 | 84 | 54 | 57 | 73 | 62 | —  | 23 | —  | —  | 16 | | Breakout                  |
| "The Climb"                                                             | 2009 | 4  | 5  | 30 | 5  | 41 | 46 | 11 | 12 | 5  | 11 | - USA: 2× Platina - Australien: Platina - Kanada: 3× Platina - Nya Zeeland: Platina - Storbritannien: Silver | Hannah Montana: The Movie |
| "Party in the U.S.A."                                                   | 2009 | 2  | 6  | 30 | 3  | —  | 32 | 5  | 3  | 12 | 11 | - USA: 3× Platina - Australien: Platina - Kanada: 4× Platina - Nya Zeeland: Platina                          | The Time of Our Lives     |
| "When I Look at You"                                                    | 2010 | 16 | 19 | 57 | 24 | —  | —  | 45 | 27 | —  | 79 | | The Time of Our Lives     |
| "Can't Be Tamed"                                                        | 2010 | 8  | 14 | 21 | 6  | 29 | 14 | 5  | 5  | 15 | 13 | - Australien: Guld                                                                                           | Can't Be Tamed            |
| "Who Owns My Heart"                                                     | 2010 | —  | —  | 35 | —  | 24 | —  | —  | —  | —  | —  | | Can't Be Tamed            |
| "Wrecking Ball"                                                         | 2013 |    |    |    |    |    |    |    | —  |    |    | | Bangerz                   |
| "—" betecknar releaser som inte listplacerades eller som inte släpptes. |      |    |    |    |    |    |    |    |    |    |    | |                           |

### Som Hannah Montana
| "The Best of Both Worlds"                                               | 2006 | 92  | —  | 66 | 17 | 43 | Hannah Montana         |
| "Supergirl"                                                             | 2009 | 105 | 58 | 42 | —  | —  | Hannah Montana 3       |
| "Ordinary Girl"                                                         | 2010 | 91  | —  | —  | —  | 93 | Hannah Montana Forever |
| "I'm Still Good"                                                        | 2010 | —   | —  | —  | —  | —  | Hannah Montana Forever |
| "—" betecknar releaser som inte listplacerades eller som inte släpptes. |      |     |    |    |    |    |                        |

### Som medverkande artist
| "Ready, Set, Don't Go" (Billy Ray Cyrus feat. Miley Cyrus)              | 2007 | 37  | —  | —  | 47 | —  | —  | —  | — | —  | Home at Last    |
| "Just Stand Up!" (med Artists Stand Up to Cancer)                       | 2008 | 11  | 39 | 73 | 10 | —  | 19 | —  | — | 26 | Ingen albumsång |
| "Everybody Hurts" (med Helping Haiti)                                   | 2010 | 121 | 28 | 23 | 59 | 39 | 1  | 17 | — | 1  | Ingen albumsång |
| "We Are the World 25 for Haiti" (med Artists for Haiti)                 | 2010 | 2   | 18 | —  | 7  | 15 | 9  | 8  | 1 | 50 | Ingen albumsång |
| "Nothing to Lose" (Bret Michaels feat. Miley Cyrus)                     | 2010 | —   | —  | —  | —  | —  | —  | —  | — | —  | Custom Built    |
| "—" betecknar releaser som inte listplacerades eller som inte släpptes. |      |     |    |    |    |    |    |    |   |    |                 |

## Marknadsföringssinglar
| Titel               | År   | Topplaceringar | Topplaceringar | Topplaceringar | Topplaceringar | Topplaceringar | Topplaceringar | Topplaceringar | Topplaceringar | Topplaceringar | Certifieringar     | Album                     |
| Titel               | År   | US             | AUS            | AUT            | CAN            | DEU            | IRL            | NZ             | NOR            | UK             | Certifieringar     | Album                     |
| ------------------- | ---- | -------------- | -------------- | -------------- | -------------- | -------------- | -------------- | -------------- | -------------- | -------------- | ------------------ | ------------------------- |
| "Hoedown Throwdown" | 2009 | 18             | 20             | 41             | 15             | 66             | 10             | 40             | 17             | 18             | - Australien: Guld | Hannah Montana: The Movie |

### Som Hannah Montana
| "Who Said"                                                              | 2006 | 83 | —  | —  | —  | Hannah Montana         |
| "Nobody's Perfect"                                                      | 2007 | 27 | 87 | —  | —  | Hannah Montana 2       |
| "Make Some Noise"                                                       | 2007 | 92 | —  | —  | —  | Hannah Montana 2       |
| "Rockin' around the Christmas Tree"                                     | 2007 | —  | —  | —  | —  | Hannah Montana         |
| "The Other Side of Me"                                                  | 2009 | 84 | —  | —  | —  | Hits Remixed           |
| "Ice Cream Freeze (Let's Chill)"                                        | 2009 | 87 | —  | 57 | 90 | Hannah Montana 3       |
| "Are You Ready"                                                         | 2010 | —  | —  | —  | —  | Hannah Montana Forever |
| "Gonna Get This" (feat. Iyaz)                                           | 2010 | 66 | —  | —  | —  | Hannah Montana Forever |
| "—" betecknar releaser som inte listplacerades eller som inte släpptes. |      |    |    |    |    |                        |

### Som medverkande artist
| "Send It On" (med Jonas Brothers, Demi Lovato & Selena Gomez)           | 2009 | 20  | —  | Ingen albumsång |
| "We Belong to the Music" (Timbaland feat. Miley Cyrus)                  | 2009 | 111 | 63 | Shock Value II  |
| "—" betecknar releaser som inte listplacerades eller som inte släpptes. |      |     |    |                 |

## Andra listplacerade låtar
| "G.N.O. (Girls' Night Out)"                                             | 2007 | 91  | —  | —  | —  | —  | Meet Miley Cyrus          |
| "Good and Broken"                                                       | 2007 | —   | —  | —  | —  | —  | Meet Miley Cyrus          |
| "I Miss You"                                                            | 2007 | 109 | —  | —  | —  | —  | Meet Miley Cyrus          |
| "Breakout"                                                              | 2008 | 56  | 94 | 45 | —  | —  | Breakout                  |
| "Girls Just Wanna Have Fun"                                             | 2008 | 113 | —  | 92 | —  | —  | Breakout                  |
| "Goodbye"                                                               | 2008 | 124 | —  | —  | —  | —  | Breakout                  |
| "Butterfly Fly Away"                                                    | 2009 | 56  | 56 | 50 | 46 | 78 | Hannah Montana: The Movie |
| "The Time of Our Lives"                                                 | 2009 | 123 | —  | 51 | —  | —  | The Time of Our Lives     |
| "I Hope You Find It"                                                    | 2010 | 105 | —  | —  | —  | —  | The Last Song             |
| "Liberty Walk"                                                          | 2010 | 103 | —  | 79 | —  | —  | Can't Be Tamed            |
| "Stay"                                                                  | 2010 | 75  | —  | 61 | —  | —  | Can't Be Tamed            |
| "—" betecknar releaser som inte listplacerades eller som inte släpptes. |      |     |    |    |    |    |                           |

### Som Hannah Montana
| "Just Like You"                                                         | 2006 | 99  | —  | —  | —  | Hannah Montana            |
| "Pumpin' Up the Party"                                                  | 2006 | 81  | —  | —  | —  | Hannah Montana            |
| "I Got Nerve"                                                           | 2006 | 67  | —  | —  | —  | Hannah Montana            |
| "If We Were a Movie"                                                    | 2006 | 47  | —  | —  | —  | Hannah Montana            |
| "This Is the Life"                                                      | 2006 | 89  | —  | —  | —  | Hannah Montana            |
| "We Got the Party"                                                      | 2007 | —   | —  | 98 | —  | Hannah Montana 2          |
| "Rock Star"                                                             | 2007 | 81  | —  | 80 | —  | Hannah Montana 2          |
| "Life's What You Make It"                                               | 2007 | 25  | —  | —  | —  | Hannah Montana 2          |
| "One in a Million"                                                      | 2007 | 112 | —  | —  | —  | Hannah Montana 2          |
| "True Friend"                                                           | 2007 | 99  | —  | —  | —  | Hannah Montana 2          |
| "You'll Always Find Your Way Back Home"                                 | 2009 | 81  | —  | 76 | —  | Hannah Montana: The Movie |
| "Let's Get Crazy"                                                       | 2009 | 57  | —  | 26 | —  | Hannah Montana: The Movie |
| "Let's Do This"                                                         | 2009 | 123 | —  | —  | —  | Hannah Montana: The Movie |
| "It's All Right Here"                                                   | 2009 | 124 | —  | —  | —  | Hannah Montana 3          |
| "He Could Be the One"                                                   | 2009 | 10  | 64 | 97 | 13 | Hannah Montana 3          |
| "I Wanna Know You"                                                      | 2009 | 74  | —  | —  | —  | Hannah Montana 3          |
| "Don't Wanna Be Torn"                                                   | 2009 | 104 | —  | —  | —  | Hannah Montana 3          |
| "Wherever I Go"                                                         | 2010 | 117 | —  | —  | —  | Hannah Montana Forever    |
| "—" betecknar releaser som inte listplacerades eller som inte släpptes. |      |     |    |    |    |                           |

## Videografi

### Videoalbum
| Titel                       | Albumdetaljer                                                            | Övrigt |
| --------------------------- | ------------------------------------------------------------------------ | --- |
| Best of Both Worlds Concert | - Släppt: 1 februari 2008 - Skivbolag: Walt Disney - Format: DVD, bluray | - Film från en livekonsert som hölls i Salt Lake City, Utah under 2007 som en del av Best of Both Worlds Tour.                                                                  |
| Can't Be Tamed – Mini DVD   | - Släppt: 21 juni 2010 - Skivbolag: Hollywood - Format: DVD              | - Släpptes endast Storbritannien och Japan. Den innehåller musikvideor för singlarna från Can't Be Tamed, liveframträdanden från Wonder World Tour, och behind-the-scenes film. |

### Musikvideos
| Titel                           | År   | Regissörer      |
| ------------------------------- | ---- | --------------- |
| "Start All Over"                | 2007 | Marc Webb       |
| "7 Things"                      | 2008 | Brett Ratner    |
| "I Thought I Lost You"          | 2008 | Unknown         |
| "Fly on the Wall"               | 2008 | Philip Andelman |
| "The Climb"                     | 2009 | Matthew Rolston |
| "Send It On"                    | 2009 | Unknown         |
| "Party in the U.S.A."           | 2009 | Chris Applebaum |
| "We Are the World for Haiti 25" | 2010 | Paul Haggis     |
| "When I Look at You"            | 2010 | Adam Shankman   |
| "Can't Be Tamed"                | 2010 | Robert Hales    |
| "Who Owns My Heart"             | 2010 | Robert Hales    |